# معتمدية قرقنة
معتمدية قرقنة إحدى معتمديات الجمهورية التونسية، تابعة لولاية صفاقس.

### مواضيع ذات علاقة
- ولاية صفاقس.